# سیارک ۶۰۶۰
سیارک ۶۰۶۰ (به انگلیسی: 6060 Doudleby، نامگذاری:1980DX) شش هزار و شصتمین سیارک کشف شده‌است که در ۱۹ فوریه ۱۹۸۰ کشف شد.
قدر مطلق سیارک برابر ۱۳٫۰۰ است.